# Pelatea klugiana

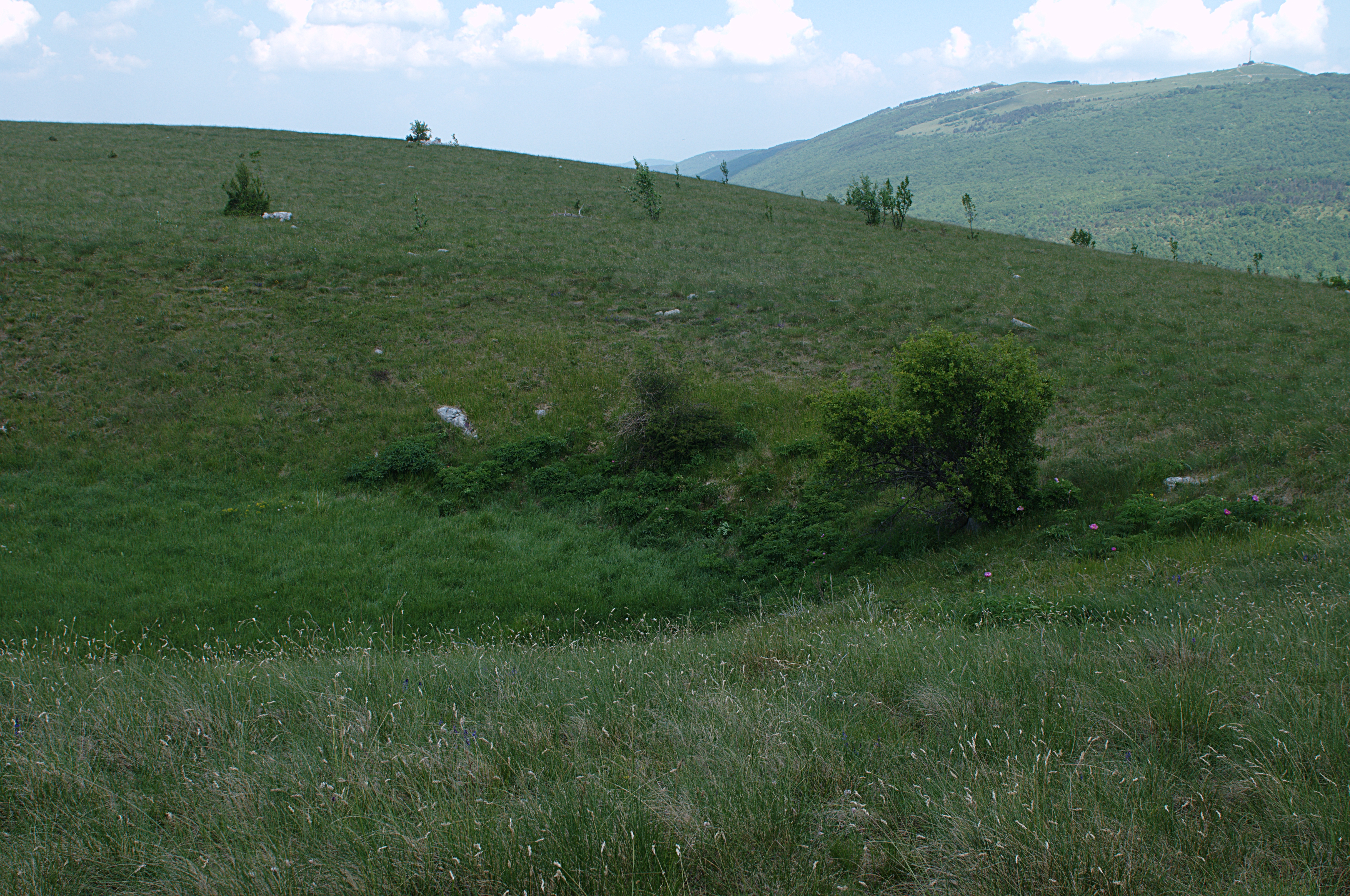
Typischer Lebensraum in einer Doline mit Pfingstrosenbewuchs.

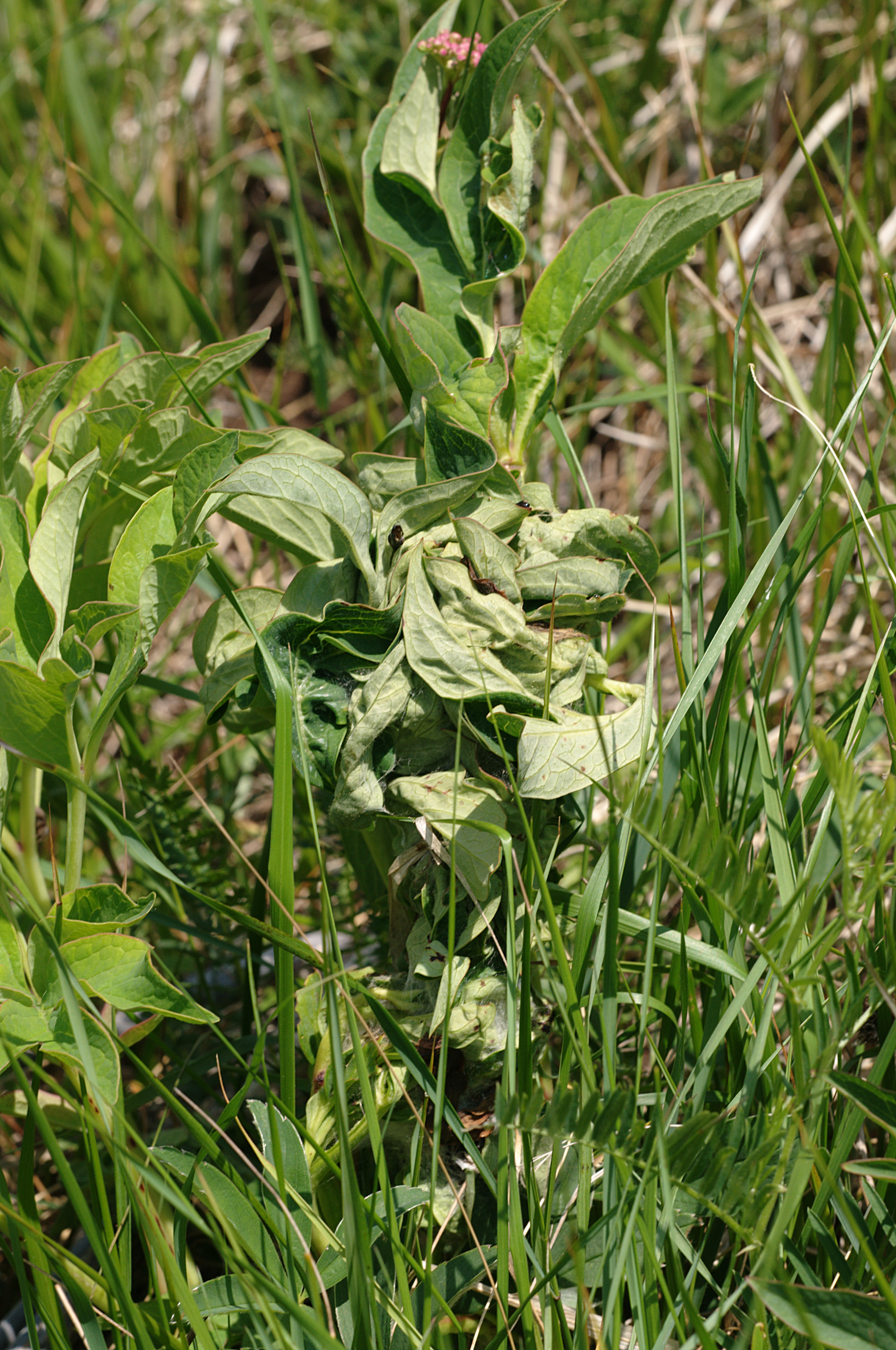
Gespinst an einer Pfingstrose.

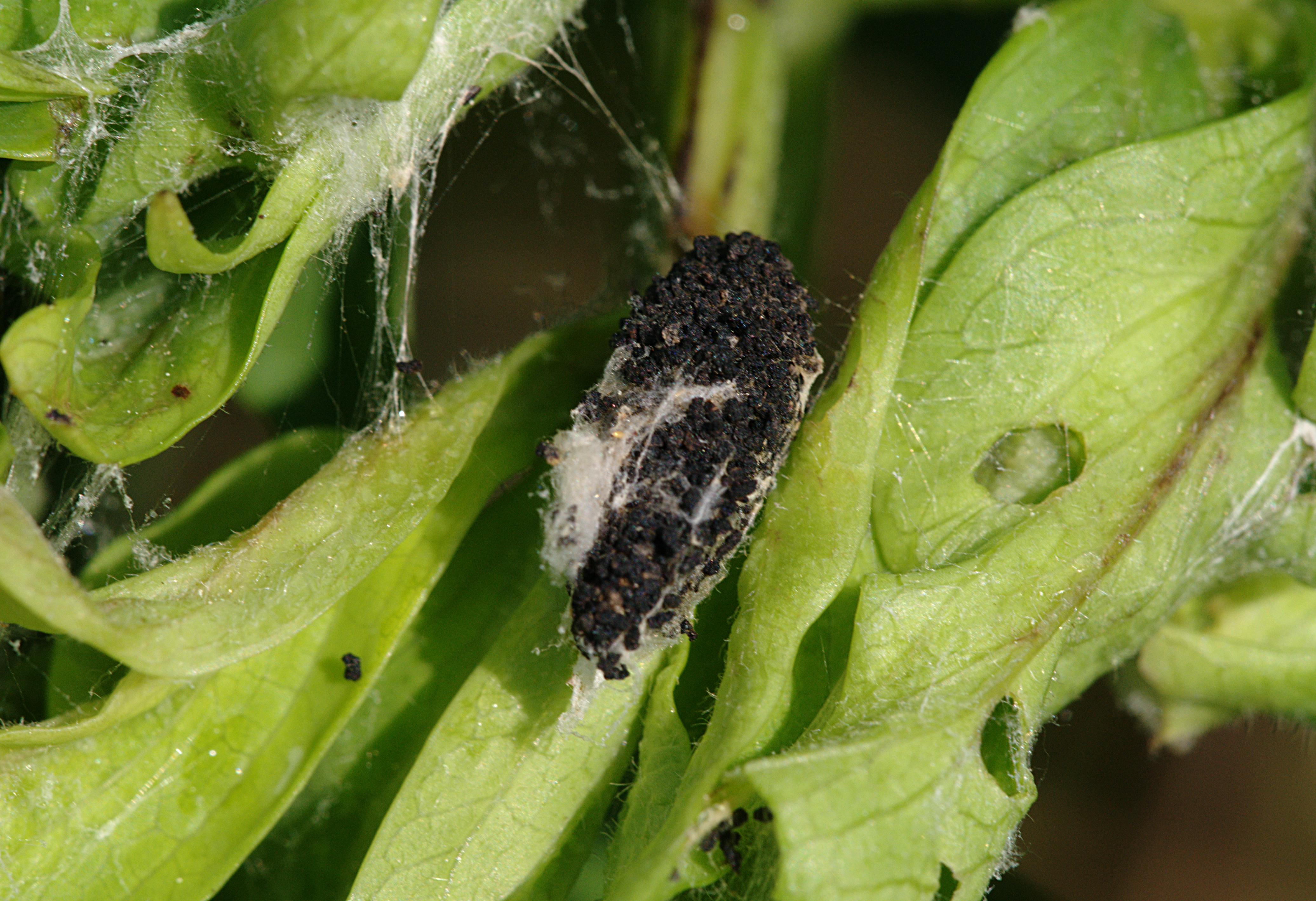
Kokon im Gespinst.

Pelatea klugiana ist ein Kleinschmetterling aus der Familie der Wickler (Tortricidae). Die Raupen der Art leben ausschließlich auf Arten der Gattung Pfingstrosen (Paeonia).

## Merkmale
Die Falter haben eine Vorderflügellänge von 10,0 bis 10,7 Millimeter (Nominatunterart), die Unterart verucha ist mit 9,0 bis 9,3 Millimeter im Durchschnitt etwas kleiner. Die Flügelspannweite wird mit 22 Millimetern angegeben. Eine Kostalfalte ist nicht ausgebildet, der Kostalrand ist leicht gebogen. Die Grundfarbe der Vorderflügel ist in der proximalen Hälfte hell olivbraun oder gelblich olivgrün, der Kostalrand ist etwas dunkler. Die distale Flügelhälfte ist pinkfarben oder braunrot. Dieser Bereich wird von einem undeutlichen, silberfarbenen, netzartigem Muster überzogen. Die Diskalflecke sind dunkelbraun gefärbt und oft zu einer geschwungenen Querbinde verbreitert. Die Fransen sind hell rotbraun gefärbt. Die Hinterflügel sind ebenfalls hell olivbraun, haben jedoch ein schmales, dunkleres äußeres Feld. Die Fransen sind in der Grundfarbe gehalten. Kopf und Körper sind dunkelbraun gefärbt, die Tegulae sind mit einem Büschel rotbrauner Schuppen versehen. Der Metathorax weist zwei rote Büschel von Schuppen auf, der Rücken des Hinterkörpers ist mit gelbroten Haaren besetzt und wirkt daher heller braun. Es ist ein leichter Sexualdimorphismus zu beobachten. Die Weibchen sind im Durchschnitt geringfügig größer und robuster. Das silberfarbene Netz auf dem äußeren Feld ist undeutlicher, die Hinterflügel dunkelgrau gefärbt.
Die erwachsene Raupen ist 10 Millimeter lang und hat einen Durchmesser von max. 2,5 Millimeter. Sie verjüngt sich zum Vorderende hin deutlich. Der Kopf ist schwarz, der Körper dunkelgrün und ohne Zeichnung. Die langen Borsten sind elastisch und grau gefärbt.
Die Puppe ist 7,0 bis 10,5 Millimeter lang und dunkel gelbbraun gefärbt. Die Stirn ist flach und glatt. Die Rüsselscheide erstreckt sich bis auf etwa ein Drittel der Flügellänge. Der Kremaster ist auf der Bauchseite gerunzelt. Das Kremasterende ist mit vier Paaren, hakenartig gekrümmten Borsten besetzt.

## Geographische Verbreitung und Lebensraum
Die Art ist in Südeuropa weit verbreitet, allerdings bisher wenig nachgewiesen. Sie dürfte überall dort zu finden sein, wo Pfingstrosen natürlich vorkommen. Das Areal reicht von der Iberischen Halbinsel im Westen, über Südfrankreich (Département Alpes-Maritimes), Italien, Österreich, Slowenien, Ungarn, Kroatien (Istrien), Bulgarien, Rumänien bis zur Ukraine und nach Südrussland. Im Norden erstreckt sich das Verbreitungsgebiet bis nach Niederösterreich und Kärnten; in Deutschland ist die Art bisher nicht nachgewiesen.
Die Art ist im Verbreitungsgebiet meist auf das Hügelland und Bergland beschränkt. Sie kommt fast ausschließlich auf kalkigen Böden vor, denn die Pfingstrosen-Arten wachsen bevorzugt auf kalkigen Böden auf offenen Hängen oder in offenen, lichten Wäldern. Die Unterart Pelatea klugiana verucha ist dagegen eher im Tiefland verbreitet (ca. 150 m über NN), kommt aber ebenfalls auf kalkigen Böden vor. Zu welcher Unterart der Nachweis in der Ukraine gehört., ist nicht bekannt.

## Lebensweise
Die Art bildet eine Generation im Jahr, deren Falter von Mai bis Juni (Juni bis Juli) fliegen. Die Falter sind nicht sehr aktiv und sitzen meist in der Nähe der Raupennahrungspflanze herum. Sie leben nur wenige Tage. Die Raupen leben in kleinen Kolonien von zwei bis fünf Exemplaren (bzw. bis zu sieben Exemplare). Sie verweben junge Triebe der Raupennahrungspflanze zu einem Gespinst. Sie fressen und bewegen sich dabei in Gespinsttunneln, ohne das Gespinst zu verlassen. Folgende Pfingstrosen-Arten (Paeoniaceae) werden in der Literatur als Raupennahrungspflanzen genannt:
- Schmalblättrige Pfingstrose (Paeonia tenuifolia)
- Paeonia rosea
- Gemeine Pfingstrose (Paeonia officinalis)
- Paeonia biebersteiniana, nur in der Zucht

Das Überwinterungsstadium ist bisher nicht sicher bekannt, vermutlich sind es das Ei, die Eiräupchen in der Eihülle oder die junge Raupe. Die Raupen verpuppen sich im Gespinst. Kurz vor dem Schlüpfen schieben sich die Puppen aus dem Gespinst hervor.

## Taxonomie
Das Taxon wurde 1834 von Christian Friedrich Freyer als Tortrix klugiana erstmals wissenschaftlich beschrieben. Sie wurde später zur Typusart der Gattung Pelatea Guenée, 1845 bestimmt.
Derzeit werden zwei Unterarten unterschieden:
- Pelatea klugiana klugiana (Freyer, 1834) – die Nominatunterart
- Pelatea klugiana verucha Nedoshivina & Zolotuhin, 2005 – Südrussland, etwas heller in der Grundfarbe, im Durchschnitt etwas kleiner[1]

## Belege

## Anmerkung
1. ↑  Nach Tremewan (1988) wurde die Art 1834 publiziert. Oft ist fälschlich 1836 als Publikationsdatum angegeben.